# Juanma López
Juan Manuel López Martínez (Madrid, España, 3 de septiembre de 1969), conocido como Juanma López o simplemente López, es un exfutbolista español. Jugó de central en el Club Atlético de Madrid.

## Trayectoria
Juanma López se crio como futbolista en las categorías inferiores del Club Atlético de Madrid y subió al primer equipo del club rojiblanco en 1990. Allí jugó 11 temporadas donde formó parte del equipo del doblete y ganó una liga y 3 copas del rey. A pesar de jugar habitualmente de central, debido a su larga zancada también jugó en alguna ocasión como lateral o como centrocampista por la banda derecha. Fue famoso por su contundencia y se le criticaba por su juego duro, aunque el jugador siempre contestaba a las críticas recordando que él nunca lesionó a nadie y que sin embargo a él si le fracturaron el pómulo. En 2001 se retira del fútbol profesional debido a sus constantes problemas en la rodilla derecha, ocasionados por una grave lesión sufrida el 15 de noviembre de 1997 en el Estadio de Anoeta, al evitar pisar al futbolista Javi De Pedro de la Real Sociedad de Fútbol. Actualmente trabaja como representante de jugadores.

## Selección nacional
Ha sido internacional con la Selección de fútbol de España en 11 ocasiones entre 1992 y 1997. Además participó en la selección olímpica de 1992 con la que logró la medalla de oro. También disputó la Eurocopa 1996, donde el combinado español quedó eliminado en cuartos de final.

## Negocios
Tras dejar el fútbol se dedicó a temas financieros relacionados con el fútbol.
En 2019 fue investigado por irregularidades en traspasos de futbolistas y préstamos.

## Clubes
| Club                    | País   | Año       |
| ----------------------- | ------ | --------- |
| Club Atlético de Madrid | España | 1990-2001 |

## Palmarés

### Campeonatos nacionales
| Título       | Club                    | País   | Año       |
| ------------ | ----------------------- | ------ | --------- |
| Copa del Rey | Club Atlético de Madrid | España | 1990-1991 |
| Copa del Rey | Club Atlético de Madrid | España | 1991-1992 |
| Copa del Rey | Club Atlético de Madrid | España | 1995-1996 |
| Liga         | Club Atlético de Madrid | España | 1995-1996 |

### Copas internacionales
| Título           | Club               | País      | Año  |
| ---------------- | ------------------ | --------- | ---- |
| Juegos Olímpicos | Selección Olímpica | Barcelona | 1992 |